# محمد آل إبراهيم
محمد زكريا آل إبراهيم مواليد 10 مايو 1995، هو لاعب كرة قدم سعودي لعب سابقاً في نادي النور.